# Desa Sooko (administrativ by i Indonesien, lat -7,90, long 111,66)
Desa Sooko är en administrativ by i Indonesien.   Den ligger i provinsen Jawa Timur, i den västra delen av landet, 600 km öster om huvudstaden Jakarta.